# Guàrdia de corps
Una guàrdia de corps era un tipus de tropa de casa reial. El seu títol indica que va tenir el seu origen a França, datant el seu nom oficial del regnat de Lluís XII de França. La guàrdia de corps estava composta per gent escollida i destinada a prestar servei molt a prop del monarca i generalment estava constituïda per tropes de cavalleria.
Lluís XIV de França va augmentar la força dels seus Guàrdies de corps fins a formar quatre companyies de 300 cavalls cadascuna, i posteriorment encara es va elevar més a França l'efectiu d'aquella guàrdia proveïda de gran nombre de furs, privilegis i prerrogatives que van sostenir el gran orgull d'una col·lectivitat en l'organització de la qual no hi entraven categories inferiors a la d'oficial de l'exèrcit.

## Precedents: guàrdia personal dels governants de l'antiguitat
La Bíblia, al Gènesi 41:9-13, conta la història de Josep i la seva estada a Egipte, on entra en relació amb Putifar, capità de guàrdies del faraó. Com una de les manifestacions exteriors del poder, així com per a la seva protecció i altre tipus de serveis armats o de màxima confiança, era habitual des de l'antiguitat que els governants s'envoltessin d'una guàrdia personal.
Els tirans grecs es destacaven dels altres ciutadans de la polis per envoltar-se de gent armada.
Algunes magistratures romanes conferien el dret a ser escortats pels lictors. A imitació d'aquesta pràctica, a les cerimònies municipals i en les reunions solemnes d'algunes institucions de l'actualitat (com els parlaments) se sol disposar de personatges armats de forma anacrònica i abillats de forma vistosa, amb efectes més simbòlics que no pas efectius. Els emperadors romans disposaven de la guàrdia pretoriana (que de fet va intervenir sovint decisivament en la successió imperial).

## Guàrdia de corps a Espanya
En els segles xvi i xvii no es va introduir en Espanya el títol de guàrdia de corps. Durant els dos segles de la dinastia austríaca, les guàrdies velles de Castella, els archeros de Borgoña o de la cuchilla, les guàrdies groga o espanyola, tudesca o alemanya, la lancilla, la chamberga, etc. van constituir la guàrdia reial, és a dir, personal del rei. Un altre cos especialment vinculat a la custòdia del rei des de la fundació comtal castellana eren els Monteros de Espinosa. No obstant això, en 1700, en ocupar Felip V el tron d'Espanya, al mateix temps que altres institucions i noms francesos, van prendre carta de naturalesa els guàrdies de corps, que van quedar organitzats en cos per virtut de la Real disposició de 22 de febrer de 1706.
En 1814, es va nomenar oficialment aquell cos de la Casa Reial però ordinàriament va conservar la locució francesa fins que va ser extingit.
Els soldats del cos de guàrdies de corps tenien la categoria d'oficials; els cadets eren capitans; els exempts i ajudants, tinents coronels; els tinents eren generals i els capitans, grans d'Espanya i capitans generals d'exèrcit.
D'antuvi, l'efectiu total dels guàrdies de corps era força reduït, però més tard es van arribar a constituir sis companyies o brigades: unes d'italians i altres de flamencs i espanyols i fins i tot d'americans de família noble fins a completar, en acabar el segle xvii, uns mil homes. A causa de la desproporció entre les seves funcions i les exagerades prerrogatives que gaudia, sense que el veritable prestigi guanyat per brillants accions militars o les qualitats excel·lents dels seus individus els distingissin dels altres cossos, va desaparèixer el 3 d'agost de 1841. Posteriorment, aquesta funció va ser ocupada pel cos de Guàrdies alabarders i l'esquadró de l'escorta reial.